# Peter Ndlovu
Peter Ndlovu (nacido el 25 de febrero de 1973) es un exfutbolista profesional de Zimbabue y actualmente es el Gerente de Equipo en Mamelodi Sundowns FC, un club de la Premier Soccer League en Sudáfrica. Fue el primer jugador de color que jugó en la Premier League inglesa y hermano del también futbolista Adam Ndlovu.

## Carrera

### Highlanders FC
Ndlovu comenzó su carrera en 1988 en un club de su ciudad natal, Zimbabue en los Highlanders donde permaneció hasta 1990.

### Coventry City
Fue llevado a la Premier League inglesa por Terry Butcher para jugar en Coventry City. Fue en la ciudad de Coventry donde Peter estuvo en la cima de su carrera futbolística jugando 179 partidos y anotando 41 goles.
El 19 de agosto de 1992, Ndlovu hizo historia al ser el primer futbolista africano en jugar en la nueva Premier League inglesa.

### Birmingham  City
Ndlovu finalmente se mudó a la ciudad de Birmingham en julio de 1997, firmado por Trevor Francis por una tarifa de £ 1.6m. Ndlovu es generalmente considerado un éxito por los fanáticos de Blues, a pesar de no haber logrado la Premier League mientras "Nuddy" estaba en sus filas. Pasó un tiempo en préstamo en Huddersfield Town en diciembre de 2000, donde anotó dos veces en su debut ante Wolverhampton Wanderers . Al regresar a Birmingham, los ayudó a vencer a Ipswich Town en la semifinal de la Copa de la Liga 2000-01 . Sin embargo, antes de la final , fue dejado libre para unirse al Sheffield United en febrero de 2001.

### Sheffield United
Ndlovu también disfrutó del éxito en Sheffield United y sus fanáticos lo conocían como "Nuddy". Con él jugando en el lado derecho del mediocampo, el United logró llegar a dos semifinales de las principales competiciones de copa, además de la final de los play-offs del Campeonato (antes División 1) en la temporada 2002-03.
Marcó el gol de la victoria contra el Leeds United en la competencia de la Copa Worthington 2002 y anotó un triplete contra Cardiff City en 2003-04. Dejó los Blades en el verano de 2004 y anotó 25 goles en 135 partidos de liga. En total, Ndlovu anotó más de 90 goles durante sus 12 temporadas y 338 apariciones en los dos primeros vuelos de la liga inglesa de fútbol.

### En Sudáfrica
Ndlovu firmó con Mamelodi Sundowns, el equipo de la Premier Soccer League de Sudáfrica , durante la temporada baja de 2004. Thanda Royal Zulu hizo uno de sus fichajes principales antes de que la ventana de transferencia se cerrara el día al traer al exdelantero de Mamelodi Sundowns, Ndlovu, a bordo. Nandlovu fue liberado de su contrato por Thanda Royal Zulu a fines de 2008–09 después de que fueron relegados de la primera división de Sudáfrica. Permaneció dos años sin jugar al fútbol.

### Selección
Ndlovu hizo su debut en la Selección Nacional de Fútbol de Zimbabue a la temprana edad de 18 años en 1991 y formó parte de ésta hasta 2006 . Cuenta con 100 presencias y 38 goles, con la camiseta de su selección, es el futbolista con más partidos y goles en la escuadra nacional.

## Clubes
| Club                            | País       | Año       | Partidos | Goles |
| ------------------------------- | ---------- | --------- | -------- | ----- |
| Highlanders FC                  | Zimbabue   | 1988-1990 |          |       |
| Coventry City                   | Inglaterra | 1991-1997 | 176      | 39    |
| Birmingham City                 | Inglaterra | 1997-2001 | 106      | 23    |
| Huddersfield Town               | Inglaterra | 2000-2001 | 6        | 4     |
| Sheffield United                | Inglaterra | 2001-2004 | 135      | 25    |
| Mamelodi Sundowns Football Club | Sudáfrica  | 2004-2008 | 81       | 20    |
| Thanda Royal Zulu               | Sudáfrica  | 2008-2009 | 19       | 1     |
| Black Mambas FC                 | Zimbabue   | 2011      |          |       |

## Palmarés
| Título                | Club                            | País      | Año  |
| --------------------- | ------------------------------- | --------- | ---- |
| Premier Soccer League | Mamelodi Sundowns Football Club | Sudáfrica | 2006 |
| Premier Soccer League | Mamelodi Sundowns Football Club | Sudáfrica | 2007 |

Otros logros:
- 100 partidos y 38 goles en la selección de Zimbabue entre 1991 y 2006.